# Teutoniella plaumanni
Teutoniella plaumanni is een in Brazilië voorkomende spinnensoort in de familie van de Micropholcommatidae.
Teutoniella plaumanni is de typesoort van het geslacht Teutoniella en werd in 1981 beschreven door P. M. Brignoli. De soort werd vernoemd naar Fritz Plaumann die de soort als eerste verzamelde. Deze spinnetjes hebben -waarschijnlijk als gevolg van hun onderaards verblijf- veel kleinere ogen dan andere vertegenwoordigers uit het geslacht Teutoniella. Het mannetje onderscheidt zich van de gelijkende Anapisona platnicki door de afwijkende bulbusvorm en ook de cheliceren verschillen.